# Diocèse d'Ogoja
Le diocèse d'Ogoja (Dioecesis Ogogiaensis) est un siège de l'Église catholique au Nigeria suffragant de l'archidiocèse de Calabar. En 2013, il comptait 901 413 baptisés sur 2 022 000 habitants. Le siège est actuellement vacant.

## Territoire
Le diocèse comprend la ville d'Ogoja, où se trouve la cathédrale Saint-Benoît.
Le territoire est subdivisé en 61 paroisses.

## Histoire
La préfecture apostolique d'Ogoja est érigée le 13 mars 1938 par la bulle Intra Nigeriae de Pie XI, recevant son territoire de la préfecture apostolique de Calabar (aujourd'hui archidiocèse). Elle est confiée à la Société de Saint Patrick pour les missions étrangères.
Le 1er janvier 1955, la préfecture apostolique est élevée en diocèse par la bulle Apostolicum de Pie XII.
Le 1er mars 1973, il cède une portion de son territoire en faveur du nouveau diocèse d'Abakaliki.

## Ordinaires

### Préfets apostoliques
- 1938-1939 : Patrick Whitney[1] S.P.S. (Patrick Joseph Whitney)
- 10 novembre 1939-1er janvier 1955 : Thomas McGettrick S.P.S.

### Évêques
- 1er janvier 1955-1er mars 1973 : Thomas McGettrick S.P.S., promu évêque; devient évêque d'Abakaliki.
- 1er mars 1973-17 décembre 2003 : Joseph Ukpo (Joseph Edra Ukpo), devient archevêque de Calabar.
- depuis le 14 octobre 2006 : John Ayah (John Ebebe Ayah)

## Statistiques
En 2013, selon l'Annuaire pontifical de 2014, le diocèse comptait 901 413 baptisés pour 2 022 000 (44,6%) avec 103 prêtres, dont 100 diocésains et 3 réguliers, soit un prêtre pour 8.751 habitants, 3 religieux, 50 religieuses pour 61 paroisses.

## Adresse
P.O. Box 27, Ogoja, Cross River State, Nigeria.

### Sources
- Cet article est partiellement ou en totalité issu de l'article intitulé « Liste des évêques d'Ogoja » (voir la liste des auteurs).